# سادو مري
سادو مري (مواليد عام 1977)، عالمة آثار وتاريخ ومحاضرة صومالية، تعمل حالياً كأستاذ مساعد في كلية الآثار في جامعة لايدن. وهي ناشطة ثقافية وتراثية، تجادل من أجل كون التراث الثقافي هو الحاجة الأساسية للإنسان أثناء حديثها في الجلسات النقاشية الخاصة بمنظمة تيد. اختيرت سادو مري في عام 2017 كواحدة من أفضل 30 مفكر وكاتب في مهرجان هاي للآداب والفنون. وكانت الناشطة الأثرية الوحيدة التي تعمل في دولة الصومال وبشكل عام في القرن الأفريقي. وكانت مديرة الآثار القديمة في العاصمة الصومالية مقديشو. وحضرت بداية الحرب الأهلية في سن الخامسة عشر، ثم قصدت السويد لطلب حق اللجوء السياسي. وبعد ذلك بعدة أعوام، عادت للصومال كعالمة آثار محققة بعض الاكتشافات الملحوظة.

## النشأة
ولدت في العاصمة الصومالية مقديشو في عام 1977، وكان والدها يعمل كمحقق للجرائم في الشرطة وتوفي بسبب التعذيب ونقص الوصول للرعاية الطبية نتيجة أحداث عنف وتطهير سياسية عندما كانت في سن الثانية عشر، وتركت الصومال مع أمها وبعض الأقارب على متن شاحنتهم أثناء الحرب الأهلية.
هاجرت ماير وأختها التوأم «سوهور» إلى السويد حيث كانت أختهم الكبرى تقيم هناك كلاجئة سياسية، ثم سافر التوأم إلى المملكة المتحدة للدراسة.
درست ماير في جامعة لوند وحصلت على درجة البكالوريوس في الدراسات الشرقية والأفريقية من جامعة لندن، ثم درجة الماجستير، فدرجة الدكتوراه من نفس الجامعة.

## العمل التعليمي
تعمل على تعليم شعبها التراث الثقافي لبلادهم لتستمر في الاكتشافات الأثرية وتحصل على اعتماد منظمة اليونسكو (منظمة الأمم المتحدة للتعليم والعلوم والثقافة) للمواقع الأثرية لبعض المعالم الأثرية الحجرية التي اكتشفتها، ولذلك قامت بتأسيس مؤسسة غير ربحية تسمى تراث القرن الأفريقي لتجمع الأموال اللازمة لاستكمال عملها، وشاركت في تأسيس قسم السياحة والآثار الصومالي، ومن خلال منظمتها الغير هادفة للربح تراث القرن الأفريقي وشركاؤها.
بدأت العمل في مشاريع تحاكي الآثار الحقيقية عن طريق مجسمات رقمية ثلاثية الأبعاد وعن طريق استخدام الواقع الافتراضي للتراث الصومالي؛ ومن خلال ذلك العمل يستطيع أي شخص في أي مكان الولوج للأعمال الأثرية التي اكتشفتها.
في عام 2006 أنشأت ماير أول صفحة إلكترونية عن الآثار والتراث الصومالي، كما قادت حملات محلية ودولية للمحافظة على المواقع الأثرية الصومالية من الدمار والنهب، وكانت واحدة من رسائلها الموجهة للشعب الصومالي بعنوان "التحذير حول عمليات النهب للأثار"، وقد أذيعت في محطة بي بي سي الصومال الفضائية، وأيضاً واحدة من الطرق التي استخدمتها للولوج العام لحماية التراث كانت "التعليم بواسطة دورة تعليم مباشرة (أون لاين كورس)" وأطلقت عليه اسم "التراث تحت الخطر" وأطلق في شهر ديسمبر عام 2016 واستمر حتى عام 2020. حيث كانت هي من قامت بتحضير وتقديم الفيديو الأساسي لتلك لدورة التعليمية.

## الحياة المهنية
بدأت حياتها المهنية كباحثة ميدانية في عدة مناطق ودول منها شمال الصومال، والمملكة المتحدة، والسويد، وإسبانيا، وإثيوبيا، وجيبوتي، ومصر، وكينيا. بالإضافة للعمل مع البرنامج الإنمائي للأمم المتحدة، ومتحدثة في تيد، وشاركت في عدة منصات نقدية مثل المجلة الأفريقية الأثرية.
شجعت لدراسة تاريخ الصومال "بلدها الأم" الذي كان بلد تحت الاستعمارفي ذلك الوقت، ونجحت في الحصول على منحة دراسية لدراسة الفنون والآثار في مدرسة الدراسات الشرقية والتاريخية في جامعة لندن، ورئيسة قسم التاريخ الصومالي القديم، وأطلقت حملة استكشاف طموحة في عام 2007.
قادت ماير مجموعة من خمسين شخص للأكتشاف، والبحث، وبالفعل تم اكتشاف حوالي 100 موقع بهم نقوش حجرية يعود تاريخها لما قبل التاريخ في الصومال، وعلى الأقل نجحت في الحصول على اعتماد التراث العالمي لعشرة مواقع منهم، منها على سبيل المثال: موقع دامبلين والذي يقع تقريبا على بعد 64 كيلومتر من البحر الأحمر يحتوي على: نقوش حجرية في صخور رملية، والتي يعود تاريخها لحوالي 5000 عام، والنقوش عبارة عن أشكال حيوانات: كالخراف، والزراف، والماعز، والماشية ذات القرون التي لا وجود لها الآن في شمال الصومال، حيث قامت منظمتها الغير هادفة للربح بتمويل جزئي لعملها المتعلق بالتراث الصومالي.

## المشاركة النظرية في التراث والآثار
"التراث الثقافي محتويًا المعرفة الأثرية هو احتياج أساسي للإنسان". هكذا قالت ماير في إحدى المقابلات الصحفية في عام 2011 مع مجلة "العالم الجديد" وكان عنوان المقالة "نحن نحتاج للثقافة في وقت الحرب"، ومن خلال عملها على علم الآثار مدت جسر مع علم الإنسان (الأنثربولوجي) في القرن الإفريقي لتحقق عن الأديان، والتقاليد للشعوب الأصلية قبل العصر الإسلامي، والعصر المسيحي. وناقشت ماير إساءة استخدام الآثار في السياسة والتدمير الدولي للمواقع الآثرية بواسطة المجموعات الأيدولوجية مثل الهند. ومن أجل النطاق الجغرافي لعملها تحاورت؛ للسماح بحرية أكبر للحركة للأثريين بعيداً عن الشعب الصومالي، والاكتشاف في القرن الإفريقي كله لاكتشاف أصل الشعوب الأصلية في المنطقة ككل. واعتبرت ماير أنها رائدة إدارة نظم التراث للشعوب الأصلية في إفريقيا في مقالتها المعنونة "الحفاظ على المعرفة وليس الآثار: وجهة نظر صومالية في البحث الأثري، وإدارة التراث" في مجلة الآثار الإفريقية عام 2007.
وواجهت عمليات النهب، والتدمير للتراث الصومالي بعد الحرب الأهلية الصومالية. وطورت في الأتجاه النظري اتجاه جديد، واسمته "الاتجاه المبني على المعرفة"، وتناقشت حول عدم أهمية الآثار، ولكن المهم هو المعرفة، والذاكرة، والمهارة التي مارستها الشعوب الأصلية في المواقع الأثرية قبل 5000 عام، وناقشت تلك الاتجاهات مع عدد من الأكاديميين لرؤية مدى ملائمتها على المستوى المحلي في الصومال.

## أنشطة آخرى
قدمت ماير طلب لليونسكو للحفاظ على الآثار الرقمية الصومالية المحتملة في قائمة التراث العالمي. وكانت المتحدثة الأولى في جلسة الحوار التي أجرتها منظمة اليونسكو في هولندا في سبتمبر عام 2016، وتحدثت ماير مطولا مع الفيلسوف الدنماركي ستيفان ساندرس. وتحدثت ماير على العديد من برامج الراديو لقناة البي بي سي من ضمنها البي بي سي العالمية وحديث عن آثار الحرب والزواج. وكانت متحدثة في محاضرة أوروبا ومجيبة بارزة عل مدير عام اليونسكو إيرينا بوكوفا في يونيو عام 2016.

## الجوائز والتكريمات
في أبريل عام 2017 أختيرت ماير في مهرجان هاي الدولي للأدب والفنون من ضمن أفضل 30 كاتب ومفكر، وفي عام 2016 أختيرت من أفضل 12 امرأة آثرية رائدة شاركت في إثراء المجال عبر التاريخ. وهي عضو في العديد من المعاهد المرموقة مثل مؤسسة الأميرة كلوس ومنظمة تارا (الثقة في النقوش الحجرية الأفريقية).

## وثائقي عن ماير
قامت قناة السي ان ان الفضائية الأمريكية بعمل فيلم وثائقي مميز عن قصة ماير وأختها التوأم سوهور. وعرضت القناة الأختان في برنامج الأصوات الأفريقية في بيئتهم العملية كآثرية (ماير) وطبيبة (سوهور) يعودون لمجتمعهم ويعملون في موطنهم الأم. وناقش العمل الوثائقي كيفية هجرتهم أثناء الحرب الأهلية إلى السويد وبدأهم حياة جديدة هناك كأطفال لاجئين. وفي قناة ناشيونال جيوجرافيك الوثائقية عرضت لها حلقة في برنامج لا تخبروا أمي إني في الصومال مع المقدم دييجو بونويل الذي قابل ماير في مكتبها في هيرجاسيا أثناء زيارتها لبعض المعالم السياحية في الصومال. وقامت قناة مستقبل البرازيل الفضائية أذيع فيلم وثائقي عن ماير في عام 2014 بعنوان «سادا والصومال» متابعا تقدمها كالآثرية الصومالية الوحيدة في بلدها. وكانت ماير واحدة من الخبراء المميزين في برامج قناة البيه بي اس الفضائية الأمريكية عن الحضارات الأفريقية العظيمة والذي قدم بواسطة البروفيسور هنري لويس جيتس الابن.